# Angelo Dell'Acqua
Angelo Dell'Acqua (Milaan, 9 december 1903 – Lourdes, 27 augustus 1972) was een Italiaans geestelijke en kardinaal van de Katholieke Kerk.
Dell'Acqua studeerde aan de seminaries van Monza en Milaan, waar hij promoveerde in de theologie. Aan het Gregorianum promoveerde hij later ook nog in het canoniek recht. Hij werd op 9 mei 1926 door de aartsbisschop van Milaan Eugenio kardinaal Tosi priester gewijd. Hij deed vervolgens pastoraal werk in het aartsbisdom Milaan en werd in 1928 persoonlijk secretaris van Tosi. Van 1931 tot 1936 was hij secretaris op de apostolische delegatie in Turkije. In 1938 werd hij medewerker van de Congregatie voor de Buitengewone Aangelegenheden van de Kerk. Hij werd in 1953 substituut op het Staatssecretariaat van de Heilige Stoel, en feitelijk leider van de afdeling die zich met het buitenlands beleid van de Heilige Stoel bezighield.
Op 14 december 1958 benoemde paus Johannes XXIII hem tot titulair aartsbisschop van Chalcedon. Hij nam deel aan het Tweede Vaticaans Concilie. 
Tijdens het consistorie van 29 juni 1967 creëerde paus Paulus VI hem kardinaal. De Santi Ambrogio e Carlo werd zijn titelkerk. Paulus benoemde Dell'Acqua tot eerste president van de nieuwe prefectuur voor de Economische Zaken van de Heilige Stoel. Ook werd hij kardinaal-vicaris voor het bisdom Rome. Van 1970 tot zijn dood was hij daarnaast kardinaal-aartspriester van de Sint-Jan van Lateranen.
De kardinaal overleed aan de gevolgen van een hartaanval die hij opliep in de deuropening van de Rozenkransbasiliek in Lourdes, toen hij daar op pelgrimstocht was.